# Papyrus 77
Papyrus 77 (in de nummering van Aland), {\displaystyle {\mathfrak {P}}}77, (of Papyrus Oxyrhynchus 2683 en 4405 is een Grieks handschriften op papyrus. Het is een heel oude weergave van een deel van het Evangelie volgens Matteüs (23:30-39). {\displaystyle {\mathfrak {P}}}77 is geschreven met een mooi handschrift. Het wordt op grond van het schrifttype gedateerd tussen 175 en 225. Het fragment is 4,6 x 7 cm groot.
Waarschijnlijk maakte het deel uit van dezelfde codex als Papyrus 103.

## Tekst
De Griekse tekst van deze codex vertegenwoordigt de Alexandrijnse of neutrale tekst. Kurt Aland beschrijft de tekst als “minstens normaal” en plaatste haar in Categorie I van zijn Categorieën van manuscripten van het Nieuwe Testament
{\displaystyle {\mathfrak {P}}}77 heeft de grootste verwantschap met de Codex Sinaiticus.

## Verblijfplaats
Het handschrift wordt bewaard in de Art, Archaeology and Ancient World Library (P. Oxy. 2683) in Oxford.